# جلان إدواردز (لاعب كرة قدم أمريكية)
جلان إدواردز (بالإنجليزية: Glen Edwards)‏ هو لاعب كرة قدم أمريكية أمريكي، ولد في 31 يوليو 1947 في سانت بيترسبرغ في الولايات المتحدة.

## وصلات خارجية
- جلان إدواردز على موقع مرجع كرة القدم المحترفة.كوم (الإنجليزية)